# Peridroma puntaarende
Peridroma puntaarende là một loài bướm đêm trong họ Noctuidae.